# 크룰 정역
가환대수학에서 크룰 정역(Krull整域, 영어: Krull domain) 또는 크룰 환(Krull環, 영어: Krull ring)은 아이디얼의 인수 분해 이론이 비교적 단순한 정역이다. 데데킨트 정역의 고차원 일반화이다.

## 정의
임의의 정역 {\displaystyle R}이 주어졌으며, {\displaystyle P}가 그 높이 1의 소 아이디얼들의 집합이라고 하자. 그렇다면 다음이 성립한다.
- 만약 {\displaystyle R}가 정규환이라면, {\displaystyle \textstyle R\subseteq \bigcap _{{\mathfrak {p}}\in P}R_{\mathfrak {p}}\subseteq \operatorname {Frac} R}이며, 만약 {\displaystyle R}가 뇌터 환이라면 {\displaystyle \textstyle R=\bigcap _{{\mathfrak {p}}\in P}R_{\mathfrak {p}}}이다.
- 만약 {\displaystyle R}가 뇌터 환이라면, 임의의 {\displaystyle r\in R\setminus \{0\}}에 대하여 {\displaystyle \{{\mathfrak {p}}\in P\colon r\in {\mathfrak {p}}\}}는 유한 집합이다.
- 만약 {\displaystyle R}가 정규 뇌터 환이라면, {\displaystyle {\mathfrak {p}}\in P}에 대한 국소화 {\displaystyle R_{\mathfrak {p}}}는 이산 값매김환이다. (이는 1차원 뇌터 정수적으로 닫힌 정역이 이산 값매김환 조건과 동치이기 때문이다.)

그러나 위 세 성질은 임의의 정역에 대하여 성립하지 않는다.
크룰 정역은 위 세 성질들을 만족시키는 정역이다. 즉, 정역 {\displaystyle R}가 다음 세 조건들을 모두 만족시키면 크룰 정역이라고 한다.
- {\displaystyle R}의 높이 1의 소 아이디얼들의 집합을 {\displaystyle P}라고 하자. 임의의 {\displaystyle {\mathfrak {p}}\in P}에 대하여, 국소화 {\displaystyle R_{\mathfrak {p}}}는 이산 값매김환이다.
- 국소화는 분수체의 부분환 {\displaystyle R_{\mathfrak {p}}\subseteq \operatorname {Frac} R}으로 생각할 수 있다. 그렇다면 {\displaystyle \textstyle \bigcap _{{\mathfrak {p}}\in P}R_{\mathfrak {p}}=R\subseteq \operatorname {Frac} R}이다.
- 임의의 {\displaystyle r\in R}에 대하여, 만약 {\displaystyle r\neq 0}이라면 {\displaystyle \{{\mathfrak {p}}\in P\colon r\in {\mathfrak {p}}\}}는 유한 집합이다.

## 성질
다음과 같은 포함 관계가 성립한다.
| 가환환 ⊃ 정역 ⊃ 정수적으로 닫힌 정역 ⊃ | 크룰 정역           | ⊃ | 데데킨트 정역    |                      |
|                                        | ∪                   |   | ∪                |                      |
|                                        | 유일 인수 분해 정역 | ⊃ | 주 아이디얼 정역 | ⊃ 유클리드 정역 ⊃ 체 |

크룰 정역 {\displaystyle R}에 대하여 다음 두 조건이 서로 동치이다.
- 유일 인수 분해 정역이다.
- 높이가 1인 모든 소 아이디얼이 주 아이디얼이다.

뇌터 국소환 {\displaystyle R}에 대하여, 다음 두 조건이 서로 동치이다.
- {\displaystyle R}는 크룰 환이다.
- {\displaystyle R}의 (유일한 극대 아이디얼 {\displaystyle {\mathfrak {m}}}에 대한) 완비화는 크룰 환이다.

정역 {\displaystyle R}에 대하여 다음 두 조건이 서로 동치이다.
- 데데킨트 정역이다.
- 크룰 차원이 0 또는 1인 크룰 정역이다.

뇌터 정역 {\displaystyle R}에 대하여 다음 두 조건이 서로 동치이다.
- 크룰 정역이다.
- 정수적으로 닫힌 정역이다.

만약 {\displaystyle R}가 크룰 정역이라면, 다음 두 가환환 역시 크룰 정역이다.
- 다항식환 {\displaystyle R[x]}
- 형식적 멱급수환 {\displaystyle R[[x]]}

모리-나가타 정리([森]-[永田]定理, 영어: Mori–Nagata theorem)에 따르면, {\displaystyle R}가 뇌터 정역이며, {\displaystyle L}이 분수체 {\displaystyle \operatorname {Frac} R} 위의 유한 대수적 확대라고 하자. 그렇다면, {\displaystyle R}의 {\displaystyle L} 속의 정수적 폐포는 크룰 정역이다. 이 정리는 모리 요시로(일본어: 森 誉四郎)와 나가타 마사요시 가 증명하였다.

### 크룰 정역의 인자 이론
크룰 정역(의 스펙트럼) 위에서는 대수다양체와 마찬가지로 인자 이론을 정의할 수 있다.
크룰 정역 {\displaystyle R} 위의 베유 인자는 높이가 1인 소 아이디얼들의 형식적 선형 결합이다. 이들이 이루는 자유 아벨 군을 {\displaystyle D(R)}라고 하자. 영 아이디얼이 아닌 주 아이디얼인 소 아이디얼 {\displaystyle (r)}은 주인자(영어: principal divisor)라고 하며, 이들은 아벨 군 {\displaystyle P(R)\subseteq D(R)}를 이룬다.  크룰 정역 {\displaystyle R} 위의 카르티에 인자는 국소 주 베유 인자(영어: locally principal Weil divisor)이다. 카르티에 인자들 역시 아벨 군 {\displaystyle C(R)}를 이룬다. 이에 따라 아벨 군의 포함 관계
{\displaystyle P(R)\subseteq C(R)\subseteq D(R)}
가 존재한다.
인자군의 주인자군에 대한 몫군
{\displaystyle D(R)/P(R)}
를 {\displaystyle R}의 인자 유군이라고 한다. 카르티에 인자군의 주인자군에 대한 몫군
{\displaystyle C(R)/P(R)\subseteq D(R)/P(R)}
를 {\displaystyle R}의 피카르 군이라고 한다. 이는 {\displaystyle \operatorname {Spec} R} 위의 가역층들의 텐서곱에 대한 아벨 군과 동형이다.

## 예
유일 인수 분해 정역 {\displaystyle R} 위의, 가산 무한 개의 변수의 다항식환 {\displaystyle R[x_{1},x_{2},\dots ]}는 크룰 정역이지만, 뇌터 환이 아니다.

## 역사
볼프강 크룰이 1931년에 도입하였다.